# Euphorbia pyrifolia
Euphorbia pyrifolia är en törelväxtart som beskrevs av Jean-Baptiste de Lamarck. Euphorbia pyrifolia ingår i släktet törlar, och familjen törelväxter.

## Underarter
Arten delas in i följande underarter:
- E. p. coriacea
- E. p. pyrifolia